# Oberhausen (Rajna-vidék-Pfalz)
Oberhausen település Németországban, Rajna-vidék-Pfalz tartományban. Lakosainak száma 450 fő (2023. december 31.).

## Népesség
A település népességének változása:
| Lakosok száma | 357  | 486  | 463  | 463  | 457  | 448  | 450  |
|               | 1975 | 2014 | 2017 | 2019 | 2021 | 2022 | 2023 |